# Skate America de 2011
El Skate America de 2011 fue una de las competiciones del Grand Prix de la temporada 2011/12. Organizado por la Asociación de Estados Unidos de Patinaje Artístico sobre Hielo, fue el primero de los seis eventos del Grand Prix de la temporada 2011/12, una serie de competiciones séniores solo accesibles con asignaciones.
El evento fue celebrado en el Citizen Business Bank Arena en Ontario, California entre los días 21 y 23 de octubre de 2011. Fueron premiadas las categorías masculina individual, femenina individual, parejas y danza sobre hielo. Los patinadores también ganaban puntos para la Final del Grand Prix.

## Participantes
Estos son los participantes:
| País            | Hombres                                              | Mujeres                                   | Parejas                                                                                     | Danza sobre hielo                                                                              |
| --------------- | ---------------------------------------------------- | ----------------------------------------- | ------------------------------------------------------------------------------------------- | ---------------------------------------------------------------------------------------------- |
| Bélgica         | Kevin van der Perren                                 |                                           |                                                                                             |                                                                                                |
| Canadá          |                                                      |                                           | Kirsten Moore-Towers / Dylan Moscovitch                                                     | Alexandra Paul / Mitchell Islam Kharis Ralph / Asher Hill                                      |
| República Checa | Michal Březina                                       |                                           |                                                                                             |                                                                                                |
| China           |                                                      |                                           | Zhang Dan / Zhang Hao                                                                       |                                                                                                |
| Francia         | Florent Amodio                                       |                                           |                                                                                             | Nathalie Péchalat / Fabian Bourzat                                                             |
| Georgia         |                                                      | Elene Gedevanishvili                      |                                                                                             |                                                                                                |
| Alemania        |                                                      |                                           | Maylin Hausch / Daniel Wende Aliona Savchenko / Robin Szolkowy                              | Nelli Zhiganshina / Alexander Gazsi                                                            |
| Italia          | Samuel Contesti                                      | Carolina Kostner Valentina Marchei        |                                                                                             |                                                                                                |
| Japón           | Takahiko Kozuka Daisuke Murakami                     | Haruka Imai                               |                                                                                             |                                                                                                |
| Kazajistán      | Denis Ten                                            |                                           |                                                                                             |                                                                                                |
| Lituania        |                                                      |                                           |                                                                                             | Isabella Tobias / Deividas Stagniūnas                                                          |
| Rusia           |                                                      | Ksenia Makárova                           | Vera Bazárova / Yuri Larionov                                                               |                                                                                                |
| Suecia          |                                                      | Joshi Helgesson Viktoria Helgesson        |                                                                                             |                                                                                                |
| Estados Unidos  | Richard Dornbush Armin Mahbanoozadeh Douglas Razzano | Alissa Czisny Joelle Forte Caroline Zhang | Caydee Denney / John Coughlin Mary Beth Marley / Rockne Brubaker Tiffany Vise / Don Baldwin | Isabella Cannuscio / Ian Lorello Meryl Davis / Charlie White Madison Hubbell / Zachary Donohue |

## Requisitos mínimos
Los patinadores que tuvieran más de catorce año el 1 de julio de 2011 podrían competir en el Grand Prix sénior.
En julio del 2011, los puntos mínimos obtenidos para participar en el Grand Prix estaban fijados de acuerdo a dos tercios de las máximas puntuaciones del Campeonato Mundial del 2011. Antes de competir en un evento del Grand Prix, los patinadores debían haber conseguido los siguientes puntos:
| Disciplina        | Puntos mínimos |
| Hombres           | 168.60         |
| Mujeres           | 117.48         |
| Parejas           | 130.71         |
| Danza sobre hielo | 111.15         |
| ----------------- | -------------- |

## Resultados

### Hombres
Michal Březina lideró con una ventaja de ocho puntos en el programa corto. Fue tercero en el programa libre pero se alzó con su primer título del Grand Prix. Kevin van der Perren finalizó cuarto en el programa corto y él ganó el libre para llevarse la medalla de plata, su primera medalla de plata en una competición de Grand Prix desde el Skate Canada Internacional de 2007. Fue la tercera medalla de plata de un evento de Grand Prix de su carrera. El campeón del Skate America de 2009, Takahiko Kozuka, se llevó la medalla de bronce. Fue la primera vez que no hubo ningún patinador estadounidense en el podio de la competición masculina individual en un Skate America.
| Pos. | Nombre               | País            | Puntos en total | Pr. Corto | Pr. Corto | Pr. Libre | Pr. Libre |
| ---- | -------------------- | --------------- | --------------- | --------- | --------- | --------- | --------- |
| 1    | Michal Březina       | República Checa | 216.00          | 1         | 79.08     | 3         | 136.92    |
| 2    | Kevin van der Perren | Bélgica         | 212.48          | 4         | 70.09     | 1         | 142.39    |
| 3    | Takahiko Kozuka      | Japón           | 212.09          | 2         | 70.69     | 2         | 141.40    |
| 4    | Richard Dornbush     | Estados Unidos  | 202.27          | 5         | 70.03     | 6         | 132.24    |
| 5    | Denis Ten            | Kazajistán      | 197.98          | 6         | 67.38     | 7         | 130.60    |
| 6    | Daisuke Murakami     | Japón           | 193.32          | 3         | 70.67     | 9         | 122.65    |
| 7    | Douglas Razzano      | Estados Unidos  | 192.95          | 9         | 60.69     | 5         | 132.26    |
| 8    | Samuel Contesti      | Italia          | 190.20          | 10        | 55.52     | 4         | 134.68    |
| 9    | Florent Amodio       | Francia         | 187.60          | 8         | 62.46     | 8         | 125.14    |
| 10   | Armin Mahbanoozadeh  | Estados Unidos  | 179.07          | 7         | 64.54     | 10        | 114.53    |

### Mujeres
Alissa Czisny ganó el programa corto, mientras que Carolina Kostner obtuvo el primer puesto en el programa libre. Czisny fue derrotada por muy poco por Kostner, solo por 0,13 puntos. Viktoria Helgesson se llevó el bronce y se convirtió en el primer patinador sueco en ganar una medalla de un evento del Grand Prix.
| Pos. | Nombre               | País           | Puntos en total | Pr. Corto | Pr. Corto | Pr. Libre | Pr. Libre |
| ---- | -------------------- | -------------- | --------------- | --------- | --------- | --------- | --------- |
| 1    | Alissa Czisny        | Estados Unidos | 177.48          | 1         | 64.20     | 2         | 113.28    |
| 2    | Carolina Kostner     | Italia         | 177.35          | 2         | 60.23     | 1         | 117.12    |
| 3    | Viktoria Helgesson   | Suecia         | 145.75          | 5         | 51.13     | 5         | 94.62     |
| 4    | Haruka Imai          | Japón          | 142.94          | 4         | 54.67     | 9         | 88.27     |
| 5    | Ksenia Makárova      | Rusia          | 142.67          | 7         | 45.95     | 4         | 96.72     |
| 6    | Caroline Zhang       | Estados Unidos | 140.70          | 3         | 55.05     | 10        | 85.65     |
| 7    | Elene Gedevanishvili | Georgia        | 140.12          | 10        | 42.51     | 3         | 97.61     |
| 8    | Joelle Forte         | Estados Unidos | 139.70          | 6         | 48.86     | 7         | 90.84     |
| 9    | Valentina Marchei    | Italia         | 135.17          | 9         | 43.19     | 6         | 91.98     |
| 10   | Joshi Helgesson      | Suecia         | 133.98          | 8         | 45.03     | 8         | 88.95     |

### Parejas
| Pos. | Nombre                                  | País           | Puntos en total | Pr. Corto | Pr. Corto | Pr. Libre | Pr. Libre |
| ---- | --------------------------------------- | -------------- | --------------- | --------- | --------- | --------- | --------- |
| 1    | Aliona Savchenko / Robin Szolkowy       | Alemania       | 183.98          | 5         | 59.45     | 1         | 124.53    |
| 2    | Zhang Dan / Zhang Hao                   | China          | 178.66          | 1         | 62.85     | 3         | 115.81    |
| 3    | Kirsten Moore-Towers / Dylan Moscovitch | Canadá         | 177.43          | 4         | 59.60     | 2         | 117.83    |
| 4    | Caydee Denney / John Coughlin           | Estados Unidos | 175.40          | 2         | 59.62     | 4         | 115.78    |
| 5    | Vera Bazárova / Yuri Larionov           | Rusia          | 173.94          | 3         | 59.62     | 5         | 114.32    |
| 6    | Tiffany Vise / Don Baldwin              | Estados Unidos | 155.42          | 7         | 51.55     | 6         | 103.87    |
| 7    | Mary Beth Marley / Rockne Brubaker      | Estados Unidos | 144.80          | 6         | 56.16     | 8         | 88.64     |
| 8    | Maylin Hausch / Daniel Wende            | Alemania       | 141.54          | 8         | 48.94     | 7         | 92.60     |

### Danza sobre hielo
Davis y White repitieron como campeones del Skate America, con Pechalat y Bouzarat ganando la medalla de plata, y Tobias y Stagniunas ascendieron de la quinta plaza hasta la tercera, su primera medalla de un evento de Grand Prix. Bouzarat se repuso de su bronquitis.
| Pos. | Nombre                                | País           | Puntos en total | Danza corta | Danza corta | Danza libre | Danza libre |
| ---- | ------------------------------------- | -------------- | --------------- | ----------- | ----------- | ----------- | ----------- |
| 1    | Meryl Davis / Charlie White           | Estados Unidos | 178.07          | 1           | 70.33       | 1           | 107.74      |
| 2    | Nathalie Péchalat / Fabian Bourzat    | Francia        | 156.29          | 2           | 60.07       | 2           | 96.22       |
| 3    | Isabella Tobias / Deividas Stagniūnas | Lituania       | 132.58          | 5           | 51.83       | 4           | 80.75       |
| 4    | Nelli Zhiganshina / Alexander Gazsi   | Alemania       | 131.61          | 3           | 55.66       | 6           | 75.95       |
| 5    | Kharis Ralph / Asher Hill             | Canadá         | 131.29          | 4           | 52.68       | 5           | 78.61       |
| 6    | Madison Hubbell / Zachary Donohue     | Estados Unidos | 131.04          | 6           | 49.71       | 3           | 81.33       |
| 7    | Isabella Cannuscio / Ian Lorello      | Estados Unidos | 115.22          | 7           | 42.05       | 8           | 73.17       |
| 8    | Alexandra Paul / Mitchell Islam       | Canadá         | 111.70          | 8           | 37.50       | 7           | 74.20       |

## Premios y puntos
En los eventos del Grand Prix, los cinco primeros clasificados obtienen un premio en metálico, y los ocho primeros, puntos de cara a la final del Grand Prix. Estos premios y puntos son los siguientes:
| Posición                                          | Recompensa | Puntos |
| ------------------------------------------------- | ---------- | ------ |
| 1.º                                               | 18 000 USD | 15     |
| 2.º                                               | 13 000 USD | 13     |
| 3.º                                               | 9 000 USD  | 11     |
| 4.º                                               | 3 000 USD  | 9      |
| 5.º                                               | 2 000 USD  | 7      |
| 6.º                                               |            | 5      |
| 7.º                                               |            | 4*     |
| 8.º                                               |            | 3*     |
| * = No aplicable a parejas y a danza sobre hielo. |            |        |